# Saison 5 de La Stagiaire
Chronologie
Saison 4 Saison 6
Cet article présente le guide des épisodes de la cinquième saison de la série télévisée franco-belge La Stagiaire créée par Isabel Sebastian et Laurent Burtin. Elle est diffusée en 2020.

## Résumé
Constance Meyer travaille toujours pour le juge Boris Delcourt. Côté familial, elle voit débarquer sa belle-mère, Chantal, qui s'installe à la maison. Boris, lui, vit une romance avec Solène, l'assistante de son père.

## Distribution

### Acteurs principaux
- Michèle Bernier : Constance Meyer
- Antoine Hamel : Juge Boris Delcourt
- Géraldine Loup : Fanny Pelletier, la greffière
- Manu Layotte : Christian, le greffier remplaçant Fanny durant son congé maternité
- Soraya Garlenq : Capitaine Nadia Saïdi
- Nicolas Marié : Procureur Vladimir Quiring
- Cyrielle Voguet : Solène, l'assistante du Procureur Quiring
- Philippe Lelièvre : Barthélemy dit « Barth » Meyer, mari de Constance
- Clément Moreau : Antoine Meyer, fils de Constance et Barth
- Andréa Ferréol : Chantal Meyer, la mère de Barth
- Jeanne Lambert : Alice Meyer, fille de Constance et Barth
- Pierre Béziers : Jules Rivet

## Épisodes

### Épisode 1: Espace détente
- Belgique : 10 mars 2020 sur La Une
- Suisse :
- France : 25 aout 2020 sur France 3
- Italie :

- Rebecca Hampton : Éléonore Montel, la directrice du spa
- Arthur Mazet : Martin Delorme
- Cyril Garnier : Arthur Garcin
- Marie-Caroline Le Garrec : Sophie Marchal
- Jean-François Malet : M. Marchal, le père de Sophie

### Épisode 2: La Parole à la défense
- Belgique : 10 mars 2020 sur La Une
- Suisse :
- France : 25 aout 2020 sur France 3
- Italie :

- Marie Hennerez : Maître Jeanne Vernay
- Aurélie Vaneck : Maître Sophie Pardo
- Renaud Leymans : Maître Philippe Gardanne
- Maï Anh Lê : Laura Chen
- Valentin Riot Sarcey : Nathan Pontet
- Thomas Trigeaud : Éric Mareuil

### Épisode 3: Les Liens du sang
- Belgique : 17 mars 2020 sur La Une
- Suisse :
- France : 1er septembre 2020 sur France 3
- Italie :

- Florence Hautier : Liliane Mazières
- Amadou Sow : Mouss
- Anouk Villemin : Lou
- Zoé Perrin : Alba
- François Cottrelle : Gilles Marquand
- Antoine Coesens : Patrick Lopez

### Épisode 4: Le Silence de la mer
- Belgique : 17 mars 2020 sur La Une
- Suisse :
- France : 1er septembre 2020 sur France 3
- Italie :

- Franck Adrien : Éric Duval
- Cécilia Hornus : Marie Cenac
- Nolwenn Moreau : Sylvie Duval
- Aude Candela : Chloé Duval
- Thomas Jeand'Heur : Olivier Duval

### Épisode 5: Le Prix du succès
- Belgique : 24 mars 2020 sur La Une
- Suisse :
- France : 8 septembre 2020 sur France 3
- Italie :

- Benjamin Douba-Paris : Léo Giraud
- Adriel Sorrente : Yohan Giraud
- Mickaël Collart : Yves Calfon
- Jade Pedri : Cathy Calfon
- Vadim Agid : Eric Tabo
- Bernard Llopis : Président du club

### Épisode 6: Passé trouble
- Belgique : 24 mars 2020 sur La Une
- Suisse :
- France : 8 septembre 2020 sur France 3
- Italie :

- Benjamin Baroche : Francis Mahon
- Fabien Baïardi : Laurent Villers
- Maxime Lelue : Victor Mahon
- Fanny Guidecoq : Eve Mahon
- Sabrina Artaza : Isabella Vidal
- Germain de Diego : Serge Herrero

### Épisode 7: Noces funèbres
- Belgique : 31 mars 2020 sur La Une
- Suisse :
- France : 15 septembre 2020 sur France 3
- Italie :

- Anne Suarez : Anne Castelain
- Murielle Huet des Aunay : Sophia Berthelot
- Franck Jolly : Benoît Castelain
- Guillaume Denaiffe : Cédric Bouvier
- Sébastien Thévenet : Killian Hamon

### Épisode 8: Jamais sans Léa
- Belgique : 31 mars 2020 sur La Une
- Suisse :
- France : 15 septembre 2020 sur France 3
- Italie :

- Alex Skarbek : Guillaume Janvier
- Marina Delmonde : Adriana Mostovar
- Leonid Glushchenko : Bilal Ilienko
- Alexandra Cismondi : Marie Guérande
- Cédric Monnet : Professeur Lesage
- Mathias Minne : Gilles Pradoux
- Séverine Warneys: la femme de ménage